# Pierre De Saegher
Pierre François De Saegher (Bottelare, 26 september 1802 - Gent, 4 januari 1878) was een Belgisch volksvertegenwoordiger.

## Levensloop
Hij was een zoon van notaris Ferdinand De Saegher en van Marie-Jeanne Buyse. Hij trouwde met Julie Van Caneghem.
Hij promoveerde tot doctor in de rechten (1825) aan de Rijksuniversiteit Gent. Hij werd advocaat aan de balie van Brugge (1825-1839), procureur des Konings in Gent (1839-1858) en hoofdgriffier bij het hof van beroep in Luik (1858-1873).
Hij werd provincieraadslid voor Oost-Vlaanderen (1836-1843) en katholiek volksvertegenwoordiger voor het arrondissement Gent. Hij werd verkozen in juni 1843 en vervulde dit mandaat tot in 1847.